# Stín kapradiny
Stín kapradiny (en txec tons de falguera) és una pel·lícula policial txecoslovaca del 1985 dirigida per František Vláčil. Està basat en una novel·la de Josef Čapek amb el mateix nom.

## Argument
En Rudolf treballa en una pedrera i li agrada caçar il·legalment en un bosc local. Sovint l'acompanya el seu amic Václav. Un dia, són atrapats per un guardacaça i l'assassinen. Oculten el cos i fugen. Són vists per una parella gran i s'adonen que han de marxar del poble. S'amaguen al bosc i intenten evitar la policia. Vašek es posa malalt i Rudolf vol deixar-lo enrere, però Václav continua. Coneixen la Rousová i intenten violar-la, però ella s'escapa. Més tard els troba la policia Marjánka i Rudolf li dispara. El sensible Václav té por de la brutalitat d'en Rudolf, són envoltats per la policia i Rudolf és assassinat. Václav està amagat al seu cos tota la nit. Es mata al matí abans que la policia el pugui arrestar.

## Repartiment
- Marek Probosz - Rudolf Aksamit
- Zbigniew Suszyński - Václav Kala
- Miroslav Macháček - a Guardacaça/Vagabund/Captaire
- František Peterka - Pare Aksamit
- Vladimír Hlavatý - Čepelka
- Milada Ježková - Esposa de Čepelka

## Recepció

### Premis
| Data de cerimònia | Esdeveniment                                                   | Premi              | Receptor(s)     | Resultat  | Ref(s) |
| ----------------- | -------------------------------------------------------------- | ------------------ | --------------- | --------- | ------ |
| 1986              | Festival de pel·lícules txeques i eslovaques a Mariánské Lázně | Premi de la Música | Jiří F. Svoboda | Guanyador | [ 2 ]  |